# المسجد الجامع (بربادوس)
المسجد الجامع أو مسجد الجمعة:هو مسجد يقع في بريدج تاون، باربادوس.

## التاريخ
في 1949، تم شراء قطعة أرض 622 م 2 ؛ حيث يقع المسجد اليوم. ثم تم بناء المسجد على يد محمد يوسف دجية. تم افتتاح المسجد رسميًا في 26 يناير 1951. في منتصف الثمانينات، خضع المسجد للتجديد من أجل التوسعة واكتملت في أواخر الثمانينات.

## العمارة
المسجد هو الأكبر في البلد. تم بناؤه باستخدام الأحجار المرجانية المحلية، وتم صنع مجموعة الديكور مع تصميم على شكل نجمة. تم جلب النوافذ الزجاجية الخضراء للمسجد من ألمانيا. تم افتتاح مبنى المسجد الأصلي في 1951، كان يتسع لـ 95 مصليًا، ولكن بعد تجديده في الثمانينات، أصبح الآن يستوعب ما يصل إلى 528 مصليًا.

## المواصلات
يمكن الوصول إلى المسجد على مسافة قريبة من شرق ميناء بريدج تاون.

## أنظر أيضا
- الإسلام في بربادوس